# Palazzo del Parlamento (Bucarest)
Il Palazzo del Parlamento (in romeno Palatul Parlamentului) è un edificio pubblico della città di Bucarest, in Romania, sede del Parlamento e della Corte costituzionale della Romania. Il suo nome precedente era Casa del Popolo (Casa Poporului), ma tale denominazione è stata abbandonata con la fine dell'era comunista, sebbene sia tuttora utilizzata comunemente da molti Romeni.
È la struttura più pesante al mondo, con una superficie di 350.000 m² e anche il secondo edificio più grande del mondo per estensione e il terzo in volume. La valutazione immobiliare è stimata intorno ai 3 miliardi di dollari.

## Descrizione
Progettista del palazzo è l'architetta Anca Petrescu, vincitrice del concorso indetto per la sua costruzione nel 1981. La struttura combina elementi e motivi di diversa origine, in uno stile architettonico eclettico che rappresenta uno dei più tardi esempi di classicismo socialista, già rifiutato in URSS nella seconda metà degli anni cinquanta.
Misura 270 per 240 m, è alto 84 metri e si estende per 92 metri sotto il suolo. Conta 1.000 stanze, con due ulteriori livelli sotterranei in uso. Due delle sue gallerie (ce ne sono più di 60) misurano 150 m di lunghezza e 18 m di larghezza; quaranta dei suoi 64 saloni hanno una superficie di 600 m². La Sala dell'Unione misura 2200 m². Le stime dei materiali riportano circa un milione di metri cubi di marmo dalla Transilvania, la maggior parte proveniente da Rușchița; 3.500 tonnellate di cristallo, 480 candelieri, 1.409 luci e specchi; 700.000 tonnellate di acciaio e bronzo per porte e finestre monumentali; 900.000 metri cubi di legno per parquet e per i rivestimenti, principalmente provenienti da noce, quercia, ciliegio e olmo; 200.000 m² di tappeti di lana di varie dimensioni; tende di velluto e broccato adornate con argento e oro.
È il secondo maggiore edificio amministrativo del mondo per superficie, subito dopo il Pentagono a Washington. Ha un volume che supera del 2% quello della Piramide di Cheope. Il palazzo è stato costruito interamente con materiali di origine rumena; durante gli anni della costruzione, ci fu una tale richiesta di marmi per questo edificio che le pietre tombali dovettero essere realizzate con altri materiali. L'edificio, con le sue immense dimensioni, si trova in mezzo alla città. Costruire il Palazzo e il Centrul Civic ha richiesto la demolizione di circa un quinto dei palazzi storici di Bucarest per ottenere lo spazio necessario. Fu completamente raso al suolo un intero quartiere con 30.000 edifici.

## Storia

### Costruzione a partire dal 1984
L'edificio è stato costruito su una collina conosciuta come Collina degli Spiriti, Collina di Urano, o Collina di Arsenale, che fu in gran parte rasa al suolo per consentire la costruzione del fabbricato, iniziata nel 1984. Vi lavorarono circa 700 architetti e più di 20.000 operai organizzati in turni, 24 ore su 24, per cinque anni. L'edificio era in origine conosciuto come Casa della Repubblica (Casa Republicii) e doveva servire da quartier generale per tutte le maggiori istituzioni dello stato, come la Presidenza della Repubblica, la Grande Assemblea Nazionale, il Consiglio dei Ministri e il Tribunale Supremo. Al momento del rovesciamento e dell'esecuzione di Nicolae Ceaușescu nel 1989, il progetto era quasi completato.

### Storia dal 1989
Dal 1994 il Palazzo ospita la Camera dei deputati della Romania che precedentemente era situata nel Palazzo del Patriarca; il Senato della Romania ha sede nel Palazzo del Parlamento dal 2004, mentre prima si trovava nel palazzo del Comitato Centrale del Partito Comunista. Il Palazzo contiene anche una grande quantità di sale conferenze e saloni utilizzate per vari scopi.
Nel 2002 Costa-Gavras ha girato alcune scene di Amen. all'interno dell'edificio, per rappresentare i palazzi vaticani.
Nel 2003-2004 fu costruito un edificio annesso in vetro, con ascensori esterni. Questa opera è stata realizzata per facilitare l'accesso al Museo Nazionale di Arte Contemporanea aperto nel 2004 all'interno dell'ala ovest del Palazzo, come anche al Museo e al Parco del Realismo Totalitario e Socialista, aperto nello stesso anno.
Nel palazzo si trova anche la sede dell'Iniziativa Cooperativa dell'Europa Sud-Orientale (SECI), organizzazione che favorisce la cooperazione regionale dei governi contro i crimini lungo le frontiere.
Vi vengono organizzate visite turistiche in inglese, francese, italiano (dal 2009) e rumeno, della durata di circa 1 o 2 ore.

## Galleria d'immagini

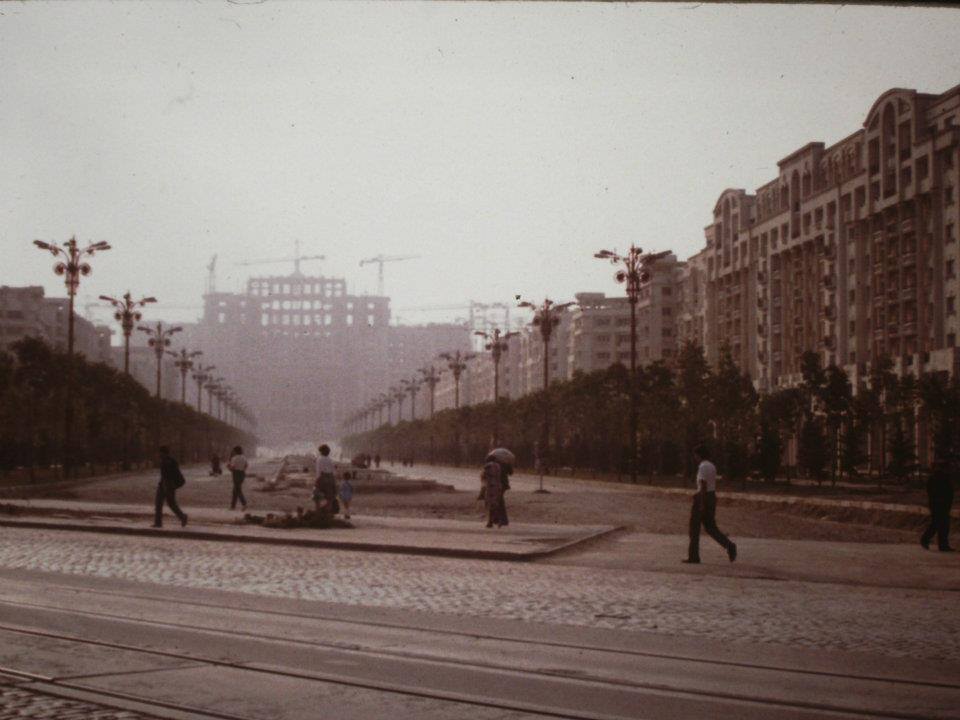
Palazzo del Parlamento in costruzione, 1º maggio 1986
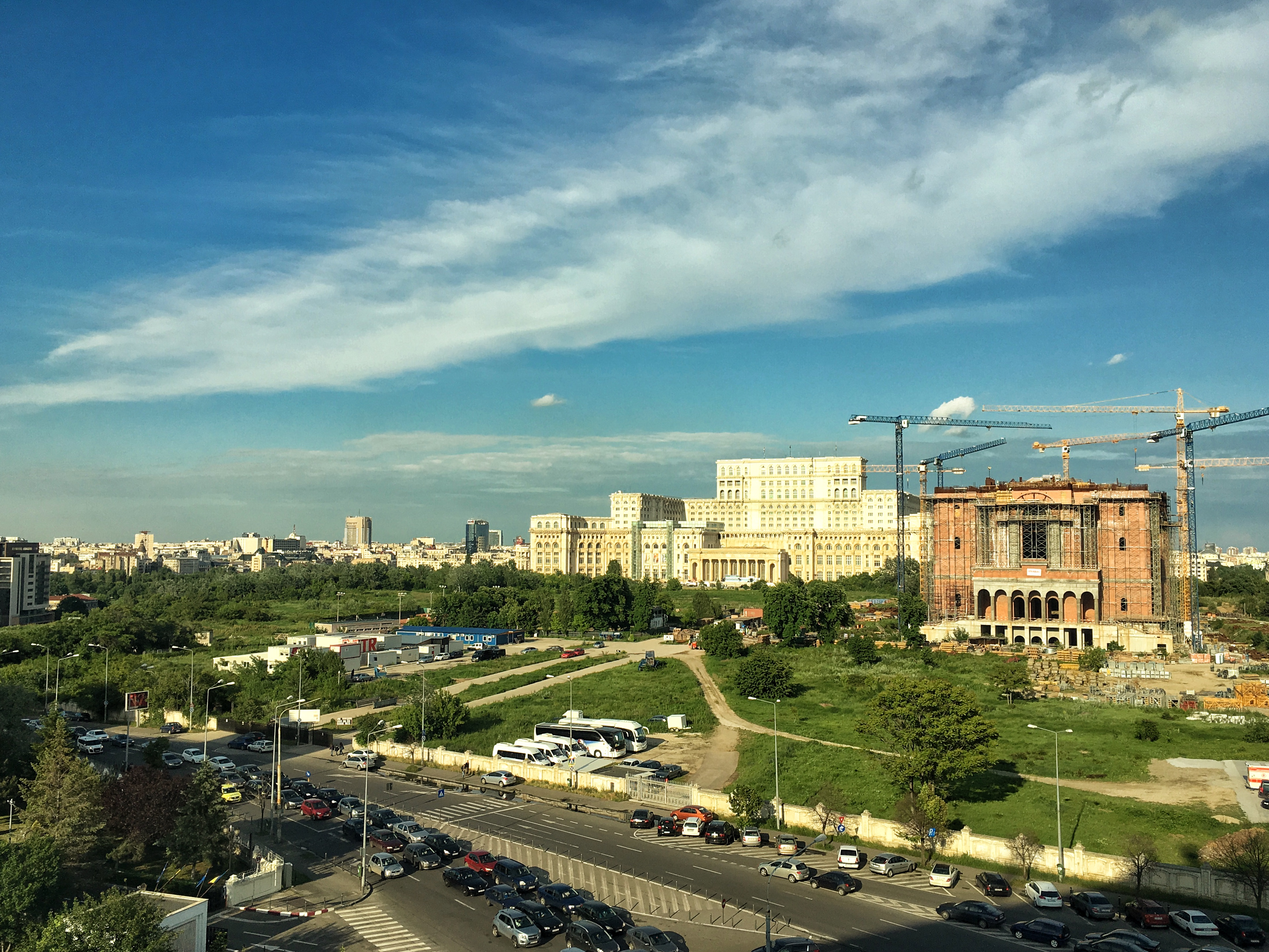
Il palazzo e, sulla destra, la cattedrale
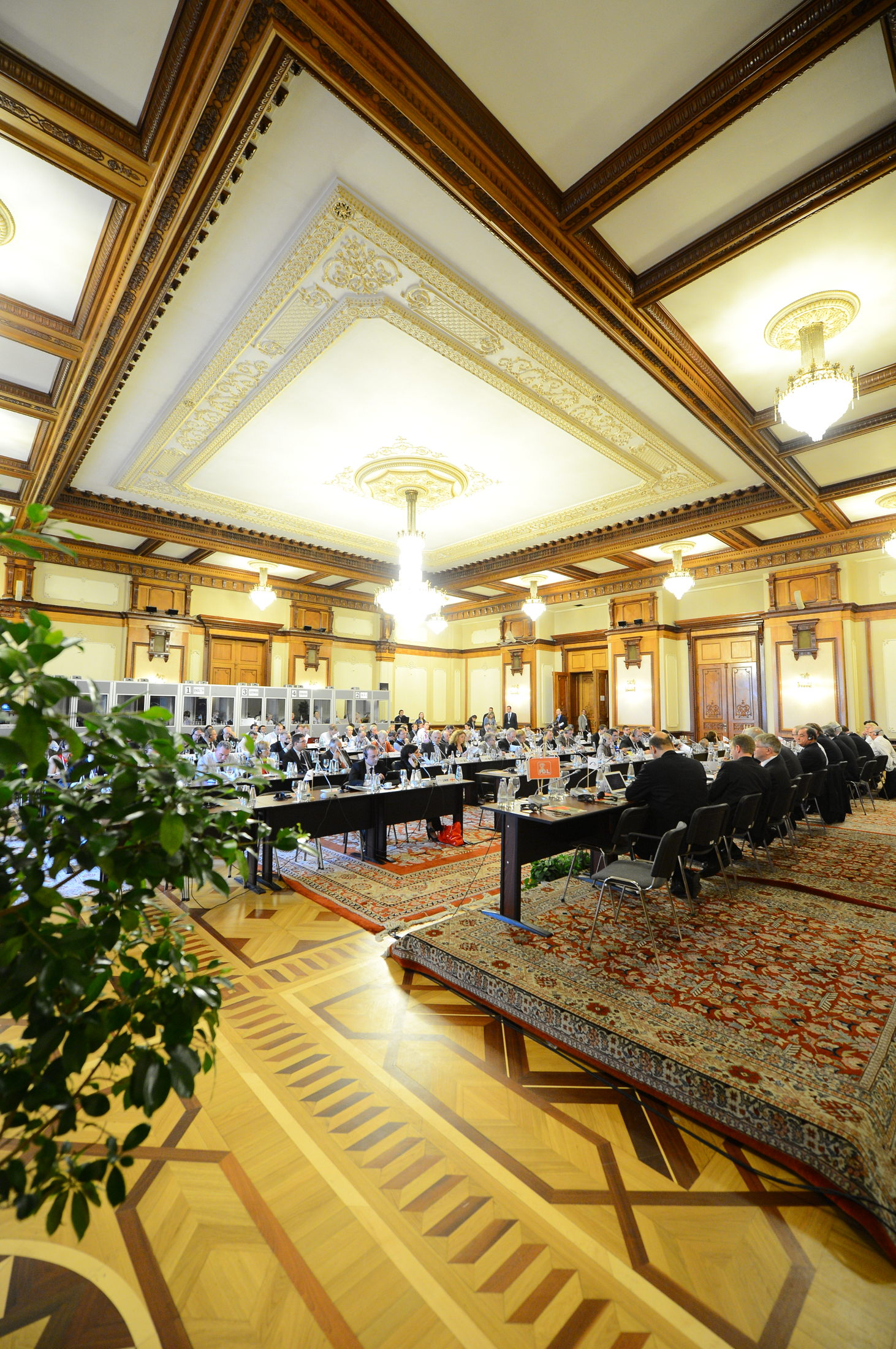
Una sala interna
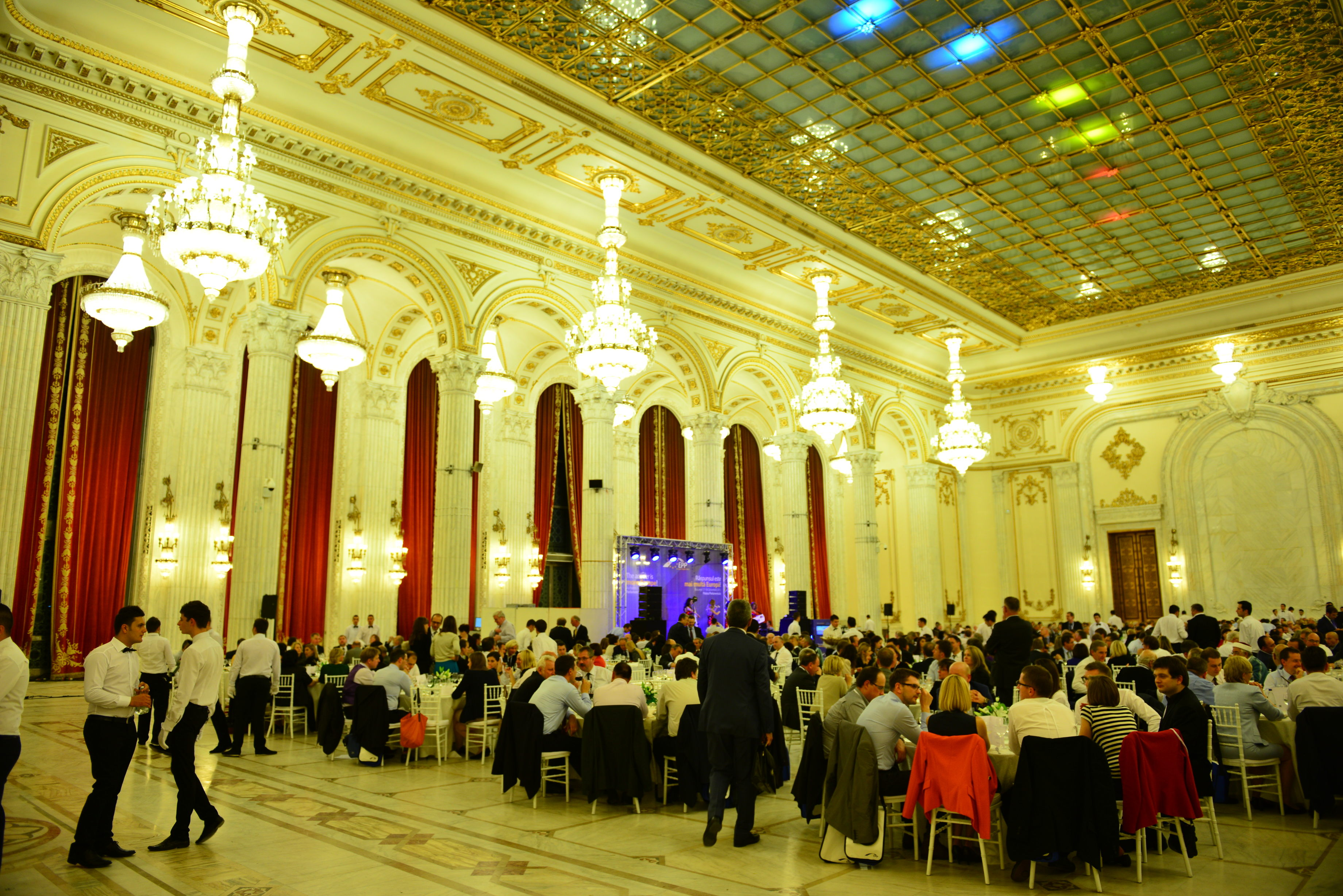
La sala conferenze internazionale
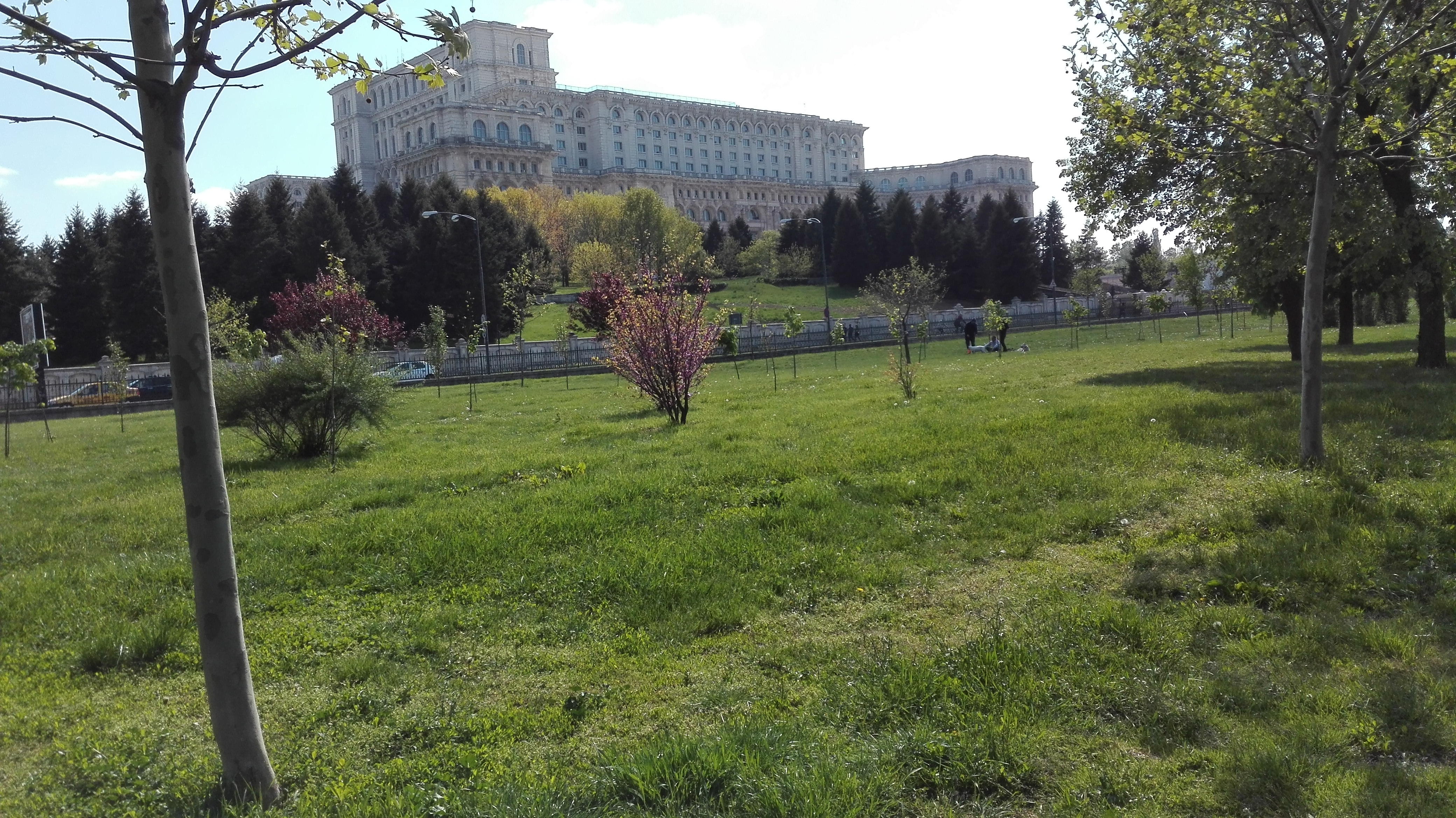
Il palazzo visto dal parco Izvor